# Futbol Club Barcelona 2013-2014
Questa voce raccoglie le informazioni riguardanti il Futbol Club Barcelona nelle competizioni ufficiali della stagione 2013-2014.

## Stagione
Il Barcellona comincia la stagione 2013-2014 forte della 1ª posizione in classifica raggiunta nello scorso campionato, risultato che ha permesso ai catalani di conquistare il 22º titolo di Campioni di Spagna della loro storia. Disputa dunque la Liga BBVA per l'83ª volta consecutiva (unico club a non essere mai retrocesso in Segunda División assieme al Real Madrid e all'Athletic Bilbao) e prende parte alla UEFA Champions League per la 24ª volta, alla Coppa del Re per la 110ª volta e alla Supercoppa di Spagna per la 18ª volta.

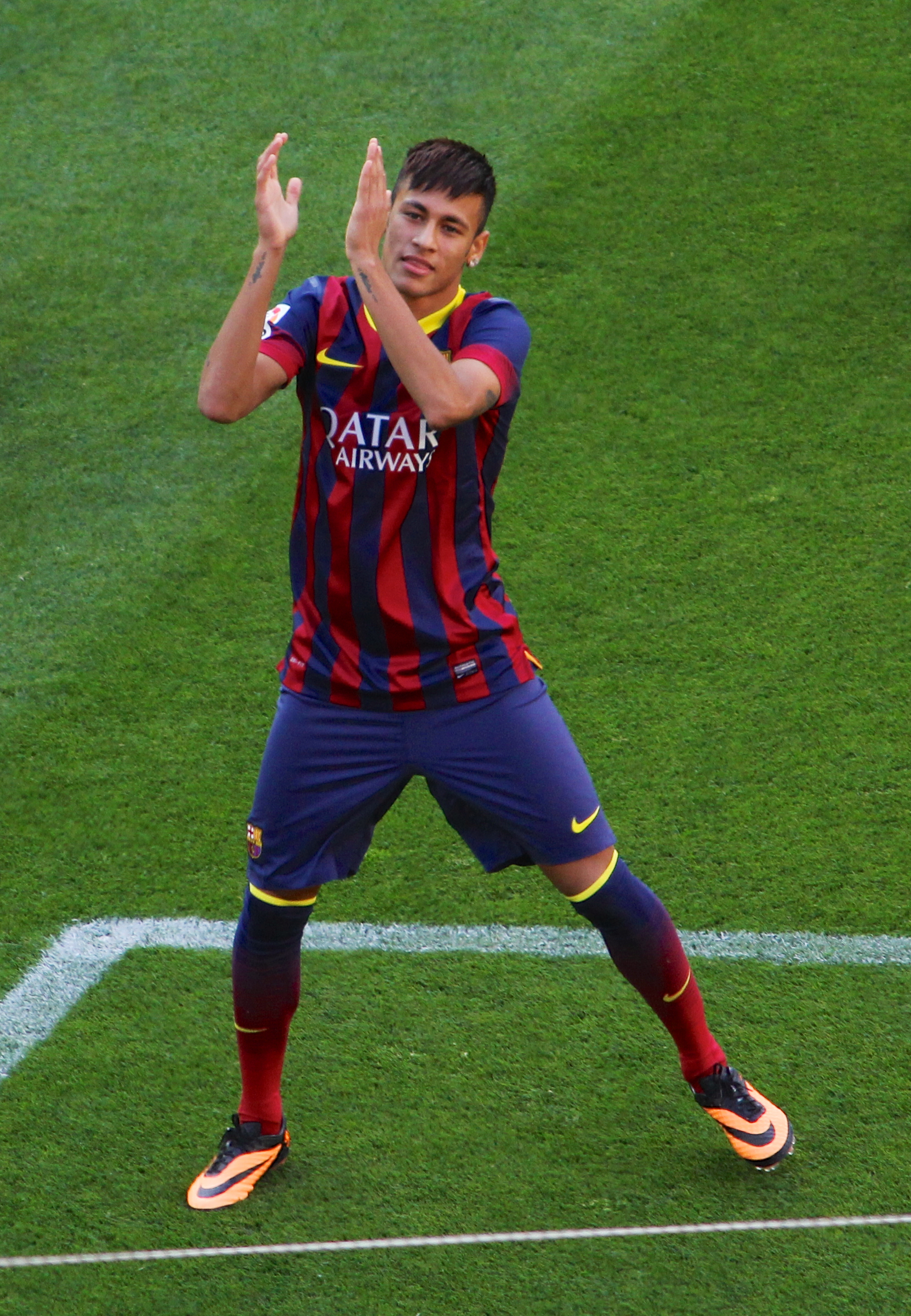
Il brasiliano Neymar durante la presentazione ufficiale al Camp Nou

Il colpo di calciomercato dell'estate blaugrana è l'acquisto del talento brasiliano Neymar dal Santos per la cifra non confermata, inizialmente stimata in 57 milioni di euro, poi rivelatisi molti di più (88,2 milioni di euro), il che ha portato alle dimissioni del presidente Sandro Rosell e ad indagini verso il club per evasione fiscale. Il ventunenne attaccante firma un contratto di cinque anni e percepirà un ingaggio da 7 milioni di euro a stagione. Nel frattempo, anche sul fronte cessioni la società è molto attiva: il giovane trequartista spagnolo Thiago Alcántara passa ai campioni d'Europa del Bayern Monaco per 25 milioni di euro; il terzino francese Éric Abidal firma un contratto di un anno con i connazionali del Monaco dopo essersi liberato a parametro zero come il giovane compagno di reparto Marc Muniesa, che invece vestirà la maglia dello Stoke City per le prossime quattro stagioni; il trentunenne attaccante David Villa è ceduto all'Atlético Madrid con un conguaglio dilazionato di 5,1 milioni di euro (2,1 milioni al momento della cessione, altri due se il giocatore dovesse rimanere a Madrid anche l'anno prossimo e un ultimo milione se la permanenza si dovesse prolungare a tre stagioni). Di ritorno dal prestito al Maiorca, il difensore Andreu Fontàs approda a titolo definitivo al Celta Vigo per un milione di euro assieme al compagno Rafael Alcântara, che lo raggiunge però in prestito. Sempre in prestito, fanno le valigie altri due attaccanti spagnoli: la stella della nazionale Under-20 spagnola Gerard Deulofeu andrà a rinforzare il reparto offensivo dell'Everton mentre Bojan Krkić, dopo due anni in Italia alla Roma e al Milan, firma con i Lancieri olandesi dell'Ajax.
L'unica operazione di mercato avvenuta nella sessione invernale è la cessione del paraguaiano Antonio Sanabria al Sassuolo alla cifra di 4,5 milioni di euro, con la possibilità di arrivare a 12 milioni tramite il raggiungimento di determinati obiettivi.
A causa di una ricaduta della sua malattia, confermata da nuove analisi, il 19 luglio 2013 l'allenatore Tito Vilanova comunica la sua decisione di rinunciare alla panchina del Barcellona per apprestarsi a riprendere le cure. Quattro giorni dopo, la società catalana affida il nuovo incarico di commissario tecnico della squadra a Gerardo El Tata Martino: l'argentino firma un contratto di due anni e viene presentato in conferenza stampa il 26 luglio. Il giorno prima, sotto la guida dell'ex vice-allenatore Jordi Roura, il Barcellona aveva fronteggiato il Bayern Monaco nella Uli Hoeneß Cup, una partita amichevole organizzata all'Allianz Arena in onore dell'omonimo presidente del club bavarese e prima uscita stagionale non ufficiale degli spagnoli: il risultato finale è stato di 2-0 per i padroni di casa, che con le reti di Philipp Lahm e Mario Mandžukić si sono aggiudicati il trofeo e hanno interrotto, dopo 1903 giorni, la curiosa striscia positiva di partite caratterizzate dalla supremazia blaugrana nel possesso palla.
L'esordio in competizioni ufficiali corrisponde alla prima giornata di campionato, giocata in casa il 18 agosto, e vede uno schiacciante trionfo per 7-0 contro il Levante di Joaquín Caparrós: in rete vanno Messi, Pedro (doppietta per entrambi), Dani Alves, Xavi e Sánchez, mentre il neo-acquisto Neymar registra la sua prima presenza in maglia blaugrana sostituendo proprio quest'ultimo al 64º minuto. Con questa partenza a razzo, il Barcellona eguaglia il proprio record di maggior scarto di reti alla fine del primo tempo di una partita (6) appartenente al match vinto contro l'Athletic Club il 3 febbraio 2001. Tre giorni dopo, nella gara di andata della Supercoppa di Spagna giocata al Vicente Calderón contro l'Atlético Madrid, il brasiliano mette a segno di testa il suo primo gol, siglando il punteggio sul risultato finale di 1-1: in virtù dello 0-0 che verrà ottenuto una settimana dopo al Camp Nou nella gara di ritorno, la situazione di parità nel doppio confronto rende decisivo il gol fuori casa di Neymar, che conquista così il primo trofeo della sua avventura in Spagna e permette al Barcellona di alzare al cielo l'undicesima Supercoppa della storia del club.
L'11 gennaio 2014 il Barcellona chiude il girone d'andata in testa alla classifica, a pari punti con l'Atlético Madrid e con un bilancio di 16 vittorie, due pareggi (entrambi per 0-0, il primo a Pamplona e il secondo nello scontro diretto a Madrid con i Colchoneros), una sola sconfitta (1-0 a Bilbao), 53 gol fatti e 12 reti subite.
Il sorteggio per gli accoppiamenti dei gironi di UEFA Champions League che ha avuto luogo a Monaco il 29 agosto pone i catalani nel gruppo H assieme a Milan, Ajax e Celtic. La matematica certezza del passaggio agli ottavi di finale viene raggiunta al termine della penultima giornata, mentre la vittoria del girone si concretizza ufficialmente all'ultima partita, giocatasi in casa l'11 dicembre contro il Celtic, con un bilancio di quattro vittorie, un pareggio (1-1 in Italia), una sconfitta (2-1 nei Paesi Bassi), 16 gol fatti e 5 reti subite. Il sorteggio per gli accoppiamenti degli ottavi di finale svoltosi a Nyon il 16 dicembre abbina il Barcellona contro gli inglesi del Manchester City: gli spagnoli riusciranno a passare il turno vincendo entrambe le partite, prima l'andata all'Etihad Stadium per 2-0 e poi il ritorno al Camp Nou per 2-1 (curiosamente, la successione dei marcatori per i catalani è stata la stessa nei due match: prima rete segnata da Messi, secondo gol messo a segno da Dani Alves). Il cammino europeo del Barça si arresta ai quarti di finale contro i connazionali dell'Atlético Madrid: dopo l'1-1 del Camp Nou firmato da Diego per i Colchoneros e da Neymar per i blaugrana, la sconfitta del Vicente Calderón, determinata dal gol di Koke nei primi minuti del match e prima partita delle quattro stagionali giocate tra i due club non terminata in parità, nega al Barcellona l'ottava semifinale consecutiva di Champions League.
Come le altre squadre di Liga, il Barcellona prende parte alla Coppa del Re a partire dai sedicesimi di finale, doppio confronto che verrà ampiamente conseguito con un aggregato di 7-1 contro il Cartagena. Anche il turno degli ottavi di finale contro il Getafe si rivela agevole, dati un 4-0 all'andata e un 2-0 al ritorno che permettono il passaggio ai quarti. Successivamente, nemmeno il Levante riesce a contrastare l'avanzata dei catalani nella coppa nazionale e, dopo essere caduto 4-1 in casa il 22 gennaio, esce sconfitto 5-1 al Camp Nou il 29 dello stesso mese. Dopo un 2-0 interno e un 1-1 esterno valevoli per la semifinale contro la Real Sociedad, il 16 aprile avrà luogo l'ennesimo Clásico di Spagna contro il Real Madrid per la conquista del trofeo. Ma, esattamente una settimana dopo essere usciti dalla Champions League, il Barcellona fallisce un altro obiettivo stagionale e perde 2-1 al Mestalla la finale contro i Blancos.

## Maglie e sponsor
Lo sponsor ufficiale della squadra durante la stagione calcistica 2013-2014 è la Qatar Airways: il presidente Sandro Rosell, al momento della formalizzazione dell'accordo il 27 agosto, rende noto che la nuova partnership porterà nelle casse del club un totale di 96 milioni di euro dilazionati nei prossimi tre anni più un bonus di altri cinque milioni in caso di vittoria della Champions League. Continua invece a essere la Nike il fornitore e sponsor tecnico del Barcellona per la 16ª stagione consecutiva dal 1998.
La maglia di casa presenta le classiche strisce blaugrana con colletto giallo e pantaloncini blu, la seconda maglia è una particolare divisa giallorossa (colori catalani) con pantaloncini rossi e calzettoni gialli, mentre la terza divisa è completamente nera con dettagli gialli.
| Casa | Trasferta | Terza divisa |

## Organico

### Rosa
Rosa, numerazione e ruoli, tratti dal sito ufficiale, aggiornati al 2 settembre 2013.
| N. |                      | Ruolo | Calciatore              |
| -- | -------------------- | ----- | ----------------------- |
| 1  | Spagna (bandiera)    | P     | Víctor Valdés           |
| 2  | Spagna (bandiera)    | D     | Martín Montoya          |
| 3  | Spagna (bandiera)    | D     | Gerard Piqué            |
| 4  | Spagna (bandiera)    | C     | Cesc Fàbregas           |
| 5  | Spagna (bandiera)    | D     | Carles Puyol (capitano) |
| 6  | Spagna (bandiera)    | C     | Xavi (vice-capitano)    |
| 7  | Spagna (bandiera)    | A     | Pedro                   |
| 8  | Spagna (bandiera)    | C     | Andrés Iniesta          |
| 9  | Cile (bandiera)      | A     | Alexis Sánchez          |
| 10 | Argentina (bandiera) | A     | Lionel Messi            |
| 11 | Brasile (bandiera)   | A     | Neymar                  |
| 12 | Messico (bandiera)   | C     | Jonathan dos Santos     |
| 13 | Spagna (bandiera)    | P     | José Manuel Pinto       |

| N. |                        | Ruolo | Calciatore        |
| -- | ---------------------- | ----- | ----------------- |
| 14 | Argentina (bandiera)   | C     | Javier Mascherano |
| 15 | Spagna (bandiera)      | D     | Marc Bartra       |
| 16 | Spagna (bandiera)      | C     | Sergio Busquets   |
| 17 | Camerun (bandiera)     | C     | Alexandre Song    |
| 18 | Spagna (bandiera)      | D     | Jordi Alba        |
| 19 | Paesi Bassi (bandiera) | C     | Ibrahim Afellay   |
| 20 | Spagna (bandiera)      | A     | Cristian Tello    |
| 21 | Brasile (bandiera)     | D     | Adriano Correia   |
| 22 | Brasile (bandiera)     | D     | Daniel Alves      |
| 23 | Spagna (bandiera)      | A     | Isaac Cuenca      |
| 24 | Spagna (bandiera)      | C     | Sergi Roberto     |
| 25 | Spagna (bandiera)      | P     | Oier Olazábal     |
|    | Camerun (bandiera)     | A     | Dongou            |

### Staff tecnico
Organigramma dell'area tecnica, tratto dal sito ufficiale, aggiornato al 5 settembre 2013.
| Staff dell'area sportiva - Direttore sezione sportiva: Andoni Zubizarreta - Allenatore: Gerardo Martino - Vice-allenatore: Jorge Pautasso - Assistenti: Jordi Roura Rubí Ferrer Sicilia - Allenatore dei portieri: José Ramón de la Fuente - Preparatori atletici: Aureli Altimiraz Elvio Paolorosso Eduardo Pons Francesc Cos Paco Seirul-lo - Scouting: Jordi Melero Jaume Torras Alex García | Staff dell'area medico - tecnica - Delegato della squadra: Carles Naval - Responsabile dell'équipe medica: Ramon Canal - Medici: Ricard Pruna Daniel Medina - Recupero: Emili Ricart Juanjo Brau - Fisioterapisti: Jaume Munill David Álvarez |

## Calciomercato

### Sessione estiva(dall'1/7 al 2/9)
| Acquisti         | Acquisti                | Acquisti        | Acquisti               |
| R.               | Nome                    | da              | Modalità               |
| ---------------- | ----------------------- | --------------- | ---------------------- |
| D                | Andreu Fontàs           | Maiorca         | fine prestito          |
| C                | Ibrahim Afellay         | Schalke 04      | fine prestito          |
| A                | Isaac Cuenca            | Ajax            | fine prestito          |
| A                | Bojan Krkić             | Roma            | definitivo (13 mln €)  |
| A                | Neymar                  | Santos          | definitivo (95 mln €)  |
| Altre operazioni |                         |                 |                        |
| R.               | Nome                    | da              | Modalità               |
| P                | Adrián Ortolá           | Villarreal B    | svincolato             |
| D                | Joan Campins            | Maiorca B       | definitivo             |
| D                | Sergio Ayala            | Alavés          | fine prestito          |
| C                | Jordi Quintillà         | Badalona        | fine prestito          |
| C                | Miguel Ángel Sainz Maza | Betis B         | fine prestito          |
| C                | Denís Suárez            | Manchester City | definitivo (1,5 mln €) |
| C                | Daniel Nieto            | Alcorcón        | definitivo (0,5 mln €) |
| C                | Eduardo Bedia           | Hércules        | svincolato             |
| A                | Rodrigo Ríos            | Real Saragozza  | fine prestito          |

| Cessioni         | Cessioni                | Cessioni          | Cessioni                                  |
| R.               | Nome                    | a                 | Modalità                                  |
| ---------------- | ----------------------- | ----------------- | ----------------------------------------- |
| D                | Éric Abidal             | Monaco            | svincolato                                |
| D                | Marc Muniesa            | Stoke City        | svincolato                                |
| D                | Andreu Fontàs           | Celta Vigo        | definitivo (1 mln €)                      |
| C                | Thiago Alcántara        | Bayern Monaco     | definitivo (20 mln € + 5 mln € di bonus)  |
| C                | Rafael Alcântara        | Celta Vigo        | prestito                                  |
| A                | Bojan Krkić             | Ajax              | prestito                                  |
| A                | Gerard Deulofeu         | Everton           | prestito                                  |
| A                | David Villa             | Atlético Madrid   | definitivo (2,1 mln € + 3 mln € di bonus) |
| Altre operazioni |                         |                   |                                           |
| R.               | Nome                    | a                 | Modalità                                  |
| D                | David Lombán            | Elche             | svincolato                                |
| D                | Iván Balliu             | Arouca            | svincolato                                |
| D                | Robert Costa            | Badalona          | prestito                                  |
| D                | Sergio Ayala            | Valencia Mestalla | prestito                                  |
| C                | Jordi Quintillà         | L'Hospitalet      | prestito                                  |
| C                | Miguel Ángel Sainz Maza | Reggina           | definitivo                                |
| C                | Luís Gustavo Ledes      | Rio Ave           | svincolato                                |
| C                | Cristian Lobato         |                   | svincolato                                |
| A                | Kiko Femenía            | Real M. Castilla  | svincolato                                |
| A                | Rodrigo Ríos            | Almería           | prestito con diritto di riscatto          |
| A                | Luis Alberto            | Siviglia          | fine prestito                             |
| A                | Sergio Araujo           | Boca Juniors      | fine prestito                             |

### Sessione invernale(dal 3/1 al 31/1)
| Acquisti | Acquisti | Acquisti | Acquisti |
| R.       | Nome     | da       | Modalità |
| -------- | -------- | -------- | -------- |

| Cessioni         | Cessioni         | Cessioni   | Cessioni                                    |
| R.               | Nome             | a          | Modalità                                    |
| ---------------- | ---------------- | ---------- | ------------------------------------------- |
| A                | Antonio Sanabria | Sassuolo   | definitivo (4,5 mln € + 7,5 mln € di bonus) |
| Altre operazioni |                  |            |                                             |
| R.               | Nome             | a          | Modalità                                    |
| C                | Agostinho Cá     | Girona     | prestito                                    |
| C                | Joan Román       | Villarreal | prestito                                    |

## Risultati

### Primera División

#### Girone d'andata
| Arbitro: | Del Cerro Grande |

|                                                                         |           |  |
| Sánchez 3’ Messi 12’, 42’ (rig.) Dani Alves 24’ Pedro 26’, 73’ Xavi 45’ | Marcatori |  |

| Arbitro: | Mateu Lahoz |

|  |           |             |
|  | Marcatori | 44’ Adriano |

| Arbitro: | Teixeira Vitienes |

|                    |           |                     |
| Postiga 45’, 45+3’ | Marcatori | 11’, 39’, 41’ Messi |

| Arbitro: | Muñiz Fernández |

|                                        |           |                      |
| Dani Alves 36’ Messi 75’ Sánchez 90+4’ | Marcatori | 80’ Rakitić 90’ Coke |

| Arbitro: | Clos Gómez |

|  |           |                                  |
|  | Marcatori | 32’, 47’, 72’ Pedro 79’ Fàbregas |

| Arbitro: | Gil Manzano |

|                                            |           |                 |
| Neymar 4’ Messi 7’ Busquets 23’ Bartra 75’ | Marcatori | 63’ De la Bella |

| Arbitro: | Ayza Gámez |

|  |           |                       |
|  | Marcatori | 20’ Messi 56’ Adriano |

| Arbitro: | Teixeira Vitienes |

|                                      |           |                 |
| Sánchez 14’, 64’ Xavi 52’ Neymar 70’ | Marcatori | 10’ Javi Guerra |

| Pamplona 19 ottobre 2013, ore 20:00 CEST 9ª giornata | Osasuna       | 0 – 0 referto | Barcellona | Reyno de Navarra (16.123 spett.)\| Arbitro: \| Pérez Montero \| |
| Arbitro:                                             | Pérez Montero |               |            |                                                                 |

| Arbitro: | Undiano Mallenco |

|                        |           |            |
| Neymar 19’ Sánchez 79’ | Marcatori | 90+1’ Jesé |

| Arbitro: | Fernández Borbalán |

|  |           |                                         |
|  | Marcatori | 9’ Sánchez 48’ (aut.) Yoel 54’ Fàbregas |

| Arbitro: | Velasco Carballo |

|             |           |  |
| Sánchez 66’ | Marcatori |  |

| Arbitro: | González González |

|                     |           |                                        |
| Molina 90+1’ (rig.) | Marcatori | 34’ Neymar 36’ Pedro 62’, 78’ Fàbregas |

| Arbitro: | Mateu Lahoz |

|                                                              |           |  |
| Iniesta 20’ (rig.) Fàbregas 40’ (rig.) Sánchez 71’ Pedro 90’ | Marcatori |  |

| Arbitro: | Martínez Munuera |

|             |           |  |
| Muniain 70’ | Marcatori |  |

| Arbitro: | Ignacio Iglesias Villanueva |

|                        |           |               |
| Neymar 29’ (rig.), 66’ | Marcatori | 46’ Musacchio |

| Arbitro: | Undiano Mallenco |

|                        |           |                                              |
| Escudero 10’ López 14’ | Marcatori | 34’, 41’, 43’ Pedro 68’, 72’ (rig.) Fàbregas |

| Arbitro: | Fernández Borbalán |

|                                |           |  |
| Sánchez 7’, 63’, 69’ Pedro 16’ | Marcatori |  |

| Madrid 11 gennaio 2014, ore 20:00 CET 19ª giornata | Atlético Madrid | 0 – 0 referto | Barcellona | Vicente Calderón (54.800 spett.)\| Arbitro: \| Mateu Lahoz \| |
| Arbitro:                                           | Mateu Lahoz     |               |            |                                                               |

#### Girone di ritorno
| Arbitro: | Del Cerro Grande |

|            |           |           |
| Vyntra 10’ | Marcatori | 19’ Piqué |

| Arbitro: | Clos Gómez |

|                                 |           |  |
| Piqué 40’ Pedro 55’ Sánchez 61’ | Marcatori |  |

| Arbitro: | Pérez Montero |

|                             |           |                                   |
| Sánchez 8’ Messi 54’ (rig.) | Marcatori | 44’ Parejo 48’ Piatti 59’ Alcácer |

| Arbitro: | Gil Manzano |

|            |           |                                         |
| Moreno 15’ | Marcatori | 34’ Sánchez 44’, 56’ Messi 88’ Fàbregas |

| Arbitro: | Martínez Munuera |

|                                                            |           |  |
| Adriano 2’ Messi 37’, 68’ Sánchez 53’ Pedro 56’ Neymar 89’ | Marcatori |  |

| Arbitro: | Fernández Borbalán |

|                                            |           |           |
| Song 32’ (aut.) Griezmann 54’ Zurutuza 59’ | Marcatori | 36’ Messi |

| Arbitro: | Del Cerro Grande |

|                                         |           |              |
| Sánchez 9’ Messi 23’ Puyol 83’ Xavi 89’ | Marcatori | 26’ Trujillo |

| Arbitro: | Hernández Hernández |

|           |           |  |
| Rossi 17’ | Marcatori |  |

| Arbitro: | Teixeira Vitienes |

|                                                                 |           |  |
| Messi 18’, 63’, 88’ Sánchez 22’ Iniesta 34’ Tello 78’ Pedro 90’ | Marcatori |  |

| Arbitro: | Undiano Mallenco |

|                                        |           |                                              |
| Benzema 20’, 24’ C. Ronaldo 55’ (rig.) | Marcatori | 7’ Iniesta 42’, 65’ (rig.), 84’ (rig.) Messi |

| Arbitro: | Ayza Gámez |

|                          |           |  |
| Neymar 6’, 67’ Messi 30’ | Marcatori |  |

| Arbitro: | Clos Gómez |

|  |           |                  |
|  | Marcatori | 77’ (rig.) Messi |

| Arbitro: | Prieto Iglesias |

|                                           |           |            |
| Messi 14’ (rig.), 86’ Figueras 67’ (aut.) | Marcatori | 69’ Castro |

| Arbitro: | Delgado Ferreiro |

|             |           |  |
| Brahimi 16’ | Marcatori |  |

| Arbitro: | Martínez Munuera |

|                     |           |            |
| Pedro 71’ Messi 74’ | Marcatori | 49’ Aduriz |

| Arbitro: | Fernández Borbalán |

|                            |           |                                                   |
| Cani 45+1’ M.Trigueros 55’ | Marcatori | 65’ (aut.) Gabriel 78’ (aut.) Musacchio 83’ Messi |

| Arbitro: | Teixeira Vitienes |

|                       |           |                   |
| Messi 22’ Sánchez 63’ | Marcatori | 36’, 90+3’ Lafita |

| Elche 11 maggio 2014, ore 19:00 CEST 37ª giornata | Elche             | 0 – 0 referto | Barcellona | Estadio Manuel Martínez Valero (33.069 spett.)\| Arbitro: \| Teixeira Vitienes \| |
| Arbitro:                                          | Teixeira Vitienes |               |            |                                                                                   |

| Arbitro: | Mateu Lahoz |

|             |           |           |
| Sánchez 34’ | Marcatori | 49’ Godín |

### Copa del Rey

#### Sedicesimi di finale
| Arbitro: | Del Cerro Grande |

|              |           |                                        |
| Fernando 15’ | Marcatori | 35’, 74’ Pedro 42’ Fàbregas 88’ Dongou |

| Arbitro: | Pérez Montero |

|                                         |           |  |
| Pedro 31’ Mariano 68’ (aut.) Neymar 88’ | Marcatori |  |

#### Ottavi di finale
| Arbitro: | González González |

|                                          |           |  |
| Fàbregas 9’, 63’ (rig.) Messi 89’, 90+3’ | Marcatori |  |

| Arbitro: | Gil Manzano |

|  |           |                |
|  | Marcatori | 43’, 63’ Messi |

#### Quarti di finale
| Arbitro: | Hernández Hernández |

|             |           |                                         |
| El Zhar 31’ | Marcatori | 53’ (aut.) Juanfran 60’, 81’, 86’ Tello |

| Arbitro: | Undiano Mallenco |

|                                                     |           |                      |
| Adriano 28’ Puyol 44’ Sánchez 50’, 52’ Fàbregas 69’ | Marcatori | 9’ (aut.) S. Roberto |

#### Semifinale
| Arbitro: | González González |

|                                   |           |  |
| Busquets 44’ Zubikarai 60’ (aut.) | Marcatori |  |

| Arbitro: | Teixeira Vitienes |

|               |           |           |
| Griezmann 87’ | Marcatori | 27’ Messi |

#### Finale
| Arbitro: | Mateu Lahoz |

|            |           |                       |
| Bartra 68’ | Marcatori | 11’ Di María 85’ Bale |

### UEFA Champions League

#### Fase a gironi
| Arbitro: | Svein Oddvar Moen |

|                               |           |  |
| Messi 21’, 55’, 75’ Piqué 69’ | Marcatori |  |

| Arbitro: | Stéphane Lannoy |

|  |           |              |
|  | Marcatori | 76’ Fàbregas |

| Arbitro: | Felix Brych |

|            |           |           |
| Robinho 9’ | Marcatori | 23’ Messi |

| Arbitro: | Milorad Mažić |

|                                    |           |                  |
| Messi 30’ (rig.), 83’ Busquets 40’ | Marcatori | 45’ (aut.) Piqué |

| Arbitro: | Pavel Královec |

|                       |           |                 |
| Serero 19’ Hoesen 42’ | Marcatori | 49’ (rig.) Xavi |

| Arbitro: | Sergei Karasev |

|                                                   |           |             |
| Piqué 7’ Pedro 40’ Neymar 44’, 48’, 58’ Tello 72’ | Marcatori | 88’ Samaras |

#### Ottavi di finale
| Arbitro: | Jonas Eriksson |

|  |           |                                 |
|  | Marcatori | 54’ (rig.) Messi 90’ Dani Alves |

| Arbitro: | Stéphane Lannoy |

|                            |           |             |
| Messi 67’ Dani Alves 90+1’ | Marcatori | 89’ Kompany |

#### Quarti di finale
| Arbitro: | Felix Brych |

|            |           |           |
| Neymar 71’ | Marcatori | 56’ Diego |

| Arbitro: | Howard Webb |

|         |           |  |
| Koke 5’ | Marcatori |  |

### Supercopa de España
| Arbitro: | Undiano Mallenco |

|           |           |            |
| Villa 12’ | Marcatori | 66’ Neymar |

| Barcellona 28 agosto 2013, ore 23:00 CEST Ritorno | Barcellona         | 0 – 0 referto | Atlético Madrid | Camp Nou (74.536 spett.)\| Arbitro: \| Fernández Borbalán \| |
| Arbitro:                                          | Fernández Borbalán |               |                 |                                                              |

## Statistiche

### Statistiche di squadra
Statistiche aggiornate al 21 aprile 2014.
| Competizione          | Punti | In casa | In casa | In casa | In casa | In casa | In casa | In trasferta | In trasferta | In trasferta | In trasferta | In trasferta | In trasferta | Totale | Totale | Totale | Totale | Totale | Totale | DR   |
| Competizione          | Punti | G       | V       | N       | P       | Gf      | Gs      | G            | V            | N            | P            | Gf           | Gs           | G      | V      | N      | P      | Gf     | Gs     | DR   |
| --------------------- | ----- | ------- | ------- | ------- | ------- | ------- | ------- | ------------ | ------------ | ------------ | ------------ | ------------ | ------------ | ------ | ------ | ------ | ------ | ------ | ------ | ---- |
| Liga BBVA             | 87    | 19      | 16      | 2       | 1       | 64      | 15      | 19           | 11           | 4            | 4            | 36           | 18           | 38     | 27     | 6      | 5      | 100    | 33     | +67  |
| Copa del Rey          | -     | 4       | 4       | 0       | 0       | 14      | 1       | 4            | 3            | 1            | 0            | 11           | 3            | 9      | 7      | 1      | 1      | 26     | 6      | +20  |
| UEFA Champions League | 13    | 5       | 4       | 1       | 0       | 16      | 4       | 5            | 2            | 1            | 2            | 5            | 4            | 10     | 6      | 2      | 2      | 21     | 8      | +13  |
| Supercopa de España   | -     | 1       | 0       | 1       | 0       | 0       | 0       | 1            | 0            | 1            | 0            | 1            | 1            | 2      | 0      | 2      | 0      | 1      | 1      | 0    |
| Totale                | 100   | 29      | 24      | 4       | 1       | 94      | 20      | 29           | 16           | 7            | 6            | 53           | 26           | 59     | 40     | 11     | 8      | 148    | 48     | +100 |

### Statistiche dei giocatori
Statistiche aggiornate al 21 aprile 2014.
| Giocatore     | Liga     | Liga | Liga        | Liga       | Coppa del Re | Coppa del Re | Coppa del Re | Coppa del Re | Champions League | Champions League | Champions League | Champions League | Supercoppa di Spagna | Supercoppa di Spagna | Supercoppa di Spagna | Supercoppa di Spagna | Totale   | Totale | Totale      | Totale     |
| Giocatore     | Presenze | Reti | Ammonizioni | Espulsioni | Presenze     | Reti         | Ammonizioni  | Espulsioni   | Presenze         | Reti             | Ammonizioni      | Espulsioni       | Presenze             | Reti                 | Ammonizioni          | Espulsioni           | Presenze | Reti   | Ammonizioni | Espulsioni |
| ------------- | -------- | ---- | ----------- | ---------- | ------------ | ------------ | ------------ | ------------ | ---------------- | ---------------- | ---------------- | ---------------- | -------------------- | -------------------- | -------------------- | -------------------- | -------- | ------ | ----------- | ---------- |
| I. Afellay    | 1        | 0    | 0           | 0          | 1            | 0            | 0            | 0            | 0                | 0                | 0                | 0                | 0                    | 0                    | 0                    | 0                    | 2        | 0      | 0           | 0          |
| J. Alba       | 15       | 0    | 5           | 1          | 5            | 0            | 0            | 0            | 4                | 0                | 1                | 0                | 2                    | 0                    | 1                    | 0                    | 26       | 0      | 7           | 1          |
| D. Alves      | 23       | 2    | 5           | 0          | 5            | 0            | 0            | 0            | 8                | 2                | 2                | 0                | 2                    | 0                    | 0                    | 0                    | 38       | 4      | 7           | 0          |
| M. Bartra     | 17       | 1    | 3           | 0          | 6            | 1            | 1            | 0            | 4                | 0                | 0                | 0                | 0                    | 0                    | 0                    | 0                    | 27       | 2      | 4           | 0          |
| S. Busquets   | 28       | 1    | 9           | 0          | 5            | 1            | 2            | 0            | 9                | 1                | 2                | 0                | 2                    | 0                    | 2                    | 0                    | 44       | 3      | 15          | 0          |
| A. Correia    | 22       | 3    | 7           | 0          | 7            | 1            | 1            | 0            | 5                | 0                | 0                | 0                | 0                    | 0                    | 0                    | 0                    | 34       | 4      | 8           | 0          |
| I. Cuenca     | 0        | 0    | 0           | 0          | 0            | 0            | 0            | 0            | 0                | 0                | 0                | 0                | 0                    | 0                    | 0                    | 0                    | 0        | 0      | 0           | 0          |
| J. Dongou     | 1        | 0    | 0           | 0          | 1            | 1            | 0            | 0            | 1                | 0                | 0                | 0                | 0                    | 0                    | 0                    | 0                    | 3        | 1      | 0           | 0          |
| J. dos Santos | 3        | 0    | 0           | 0          | 0            | 0            | 0            | 0            | 0                | 0                | 0                | 0                | 0                    | 0                    | 0                    | 0                    | 3        | 0      | 0           | 0          |
| C. Fàbregas   | 32       | 8    | 4           | 0          | 8            | 4            | 1            | 0            | 9                | 1                | 4                | 0                | 2                    | 0                    | 1                    | 0                    | 51       | 13     | 10          | 0          |
| P. Gabarrón   | 0        | 0    | 0           | 0          | 0            | 0            | 0            | 0            | 1                | 0                | 0                | 0                | 0                    | 0                    | 0                    | 0                    | 1        | 0      | 0           | 0          |
| X. Hernández  | 26       | 3    | 0           | 0          | 5            | 0            | 0            | 0            | 10               | 1                | 0                | 0                | 2                    | 0                    | 0                    | 0                    | 43       | 4      | 0           | 0          |
| A. Iniesta    | 31       | 3    | 0           | 0          | 6            | 0            | 0            | 0            | 9                | 0                | 2                | 0                | 2                    | 0                    | 0                    | 0                    | 48       | 3      | 2           | 0          |
| J. Mascherano | 24       | 0    | 6           | 0          | 7            | 0            | 2            | 0            | 9                | 0                | 2                | 0                | 2                    | 0                    | 0                    | 0                    | 42       | 0      | 10          | 0          |
| L. Messi      | 27       | 26   | 1           | 0          | 6            | 5            | 1            | 0            | 7                | 8                | 0                | 0                | 2                    | 0                    | 0                    | 0                    | 42       | 39     | 2           | 0          |
| M. Montoya    | 13       | 0    | 0           | 0          | 4            | 0            | 1            | 0            | 2                | 0                | 1                | 0                | 0                    | 0                    | 0                    | 0                    | 19       | 0      | 2           | 0          |
| Neymar        | 25       | 9    | 6           | 0          | 3            | 1            | 1            | 0            | 10               | 4                | 1                | 0                | 2                    | 1                    | 1                    | 0                    | 40       | 15     | 9           | 0          |
| O. Olazábal   | 0        | -0   | 0           | 0          | 0            | -0           | 0            | 0            | 0                | -0               | 0                | 0                | 0                    | -0                   | 0                    | 0                    | 0        | -0     | 0           | 0          |
| J. Pinto      | 9        | -7   | 1           | 0          | 9            | -6           | 0            | 0            | 4                | -5               | 0                | 0                | 0                    | -0                   | 0                    | 0                    | 22       | -18    | 1           | 0          |
| G. Piqué      | 25       | 2    | 4           | 0          | 3            | 0            | 0            | 0            | 9                | 2                | 1                | 0                | 2                    | 0                    | 1                    | 0                    | 39       | 4      | 6           | 0          |
| C. Puyol      | 5        | 1    | 0           | 0          | 5            | 1            | 1            | 0            | 1                | 0                | 0                | 0                | 0                    | 0                    | 0                    | 0                    | 11       | 2      | 1           | 0          |
| S. Roberto    | 15       | 0    | 0           | 0          | 6            | 0            | 1            | 0            | 4                | 0                | 1                | 0                | 0                    | 0                    | 0                    | 0                    | 25       | 0      | 2           | 0          |
| P. Rodríguez  | 33       | 15   | 2           | 0          | 8            | 3            | 0            | 0            | 7                | 1                | 0                | 0                | 2                    | 0                    | 0                    | 0                    | 50       | 19     | 2           | 0          |
| A. Sánchez    | 30       | 17   | 1           | 0          | 9            | 2            | 0            | 0            | 9                | 0                | 3                | 0                | 2                    | 0                    | 0                    | 0                    | 50       | 19     | 4           | 0          |
| A. Song       | 17       | 0    | 1           | 0          | 7            | 0            | 1            | 0            | 4                | 0                | 0                | 0                | 1                    | 0                    | 0                    | 0                    | 29       | 0      | 2           | 0          |
| C. Tello      | 19       | 1    | 0           | 0          | 6            | 3            | 0            | 0            | 2                | 1                | 0                | 0                | 0                    | 0                    | 0                    | 0                    | 27       | 5      | 0           | 0          |
| A. Traoré     | 1        | 0    | 0           | 0          | 0            | 0            | 0            | 0            | 1                | 0                | 0                | 0                | 0                    | 0                    | 0                    | 0                    | 2        | 0      | 0           | 0          |
| V. Valdés     | 26       | -21  | 2           | 0          | 0            | -0           | 0            | 0            | 6                | -3               | 0                | 0                | 2                    | -1                   | 0                    | 0                    | 34       | -25    | 2           | 0          |

## Giovanili dellaCantera

### Piazzamenti

#### Barcellona B
- Segunda División: 3ª

#### Barcellona Juvenil A
- División de Honor Juvenil de Fútbol (III Gruppo): 1ª (in corso)
- UEFA Youth League: Vincitore contro il  Benfica (0-3)[61]